# José María Arizmendiarrieta
José María Arizmendiarrieta Madariaga (22. travnja 1915. – 29. studenoga 1976.) bio je katolički svećenik i osnivač Zadruge Mondragon u Baskiji.
Arizmendiarrieta, čije se ime često skraćeno navodi kao "Arizmendi", rođen je u Barinagi, općina Markina-Xemein, Biskaja, kao najstariji sin obitelji skromnog imovinskog stanja.  Izgubio je oko u djetinjstvu u nesreći pa nije mogao biti vojnik. Umjesto toga, bio je novinar za novine na baskijskom jeziku. Njegova djela su mu prouzročila uhićenje nakon Španjolskog građanskog rata, te je bio osuđen na smrt za svoje aktivnosti. Legenda kaže da je izbjegao strijeljanje samo upravnim previdom. Oslobođen, vratio se na studij u Vitoriju-Gazteiz i zaredio se. 
Arizmendi je htio nastaviti studij u Belgiji, ali je raspoređen u župi 45 km od svog rodnog grada. Stigao u Arrasate (na španjolskom: Mondragon) u veljači 1941. godine kao 26- godišnji mladomisnik na mjesto pomoćnog kapelana, pronašavši grad još uvijek u patnji od posljedica građanskog rata i s velikom nezaposlenošću. Lokalnog svećenika su ubile Francove snage.
Arizmendi nije zadivio svoje novo stado. Njihov jednooki svećenik loše je čitao; jedan župljanin ga je opisao ovako: "On je govorio monotonom sa zapetljanom i ponavljajućom frazeologije teškom za razumjeti On gotovo nikada s milošću". Oni su u početku pitali biskupa da ga zamijeni. Ipak, odlučio je pronaći način kako pomoći svojoj pastvi i shvatio da je ekonomski razvoj - poslovi -  ključ rješenja za ostale probleme u gradu. Zadruga je ispala najbolji način za postizanje toga. Zadruge, i potrošači i radnici, te organizacije samopomoći bile su imale dugu tradiciju u Baskiji, koja je bila zamrla nakon rata.  
Godine 1943., Arizmendi je osnovao Veleučilište, danas Sveučilište Mondragón, demokratski upravljan obrazovni centar otvoren za sve mlade ljude u regiji.
Arizmendi je umro 1976. u Arrasateu.

## Vanjske poveznice
- http://www.euskomedia.org/arizmendiarrieta (bask.)
- http://www.jakin.eus/show/f3592a441184a4be0e45d3f2c958ff4c5ab3b921 (bask.)
- http://www.mondragon-corporation.com/ (šp.)
- http://www.euskomedia.org/PDFAnlt/mono/arizmendiarrieta/elhombre.pdf  Arhivirana inačica izvorne stranice od 4. ožujka 2016. (Wayback Machine) (šp.)